# Тифия толстоногая
Тифия толстоногая (Tiphia femorata) — вид ос из семейства Tiphiidae подотряда жалоносных перепончатокрылых (Apocrita). Палеарктика (от Европы до Дальнего Востока). 

## Описание
Длина самцов — 6,7—8,3 мм, самок — 9,8—14,6 мм. Тегулы светло-коричневые. Передние голени самок почти чёрные или тёмно-бурые; средние и задние лапки (бёдра и голени) красно-коричневые. Взрослые особи питаются нектаром на цветах. Личинки паразитируют на пластинчатоусых жуках (Scarabaeidae, Rutelidae, Cetoniidae).

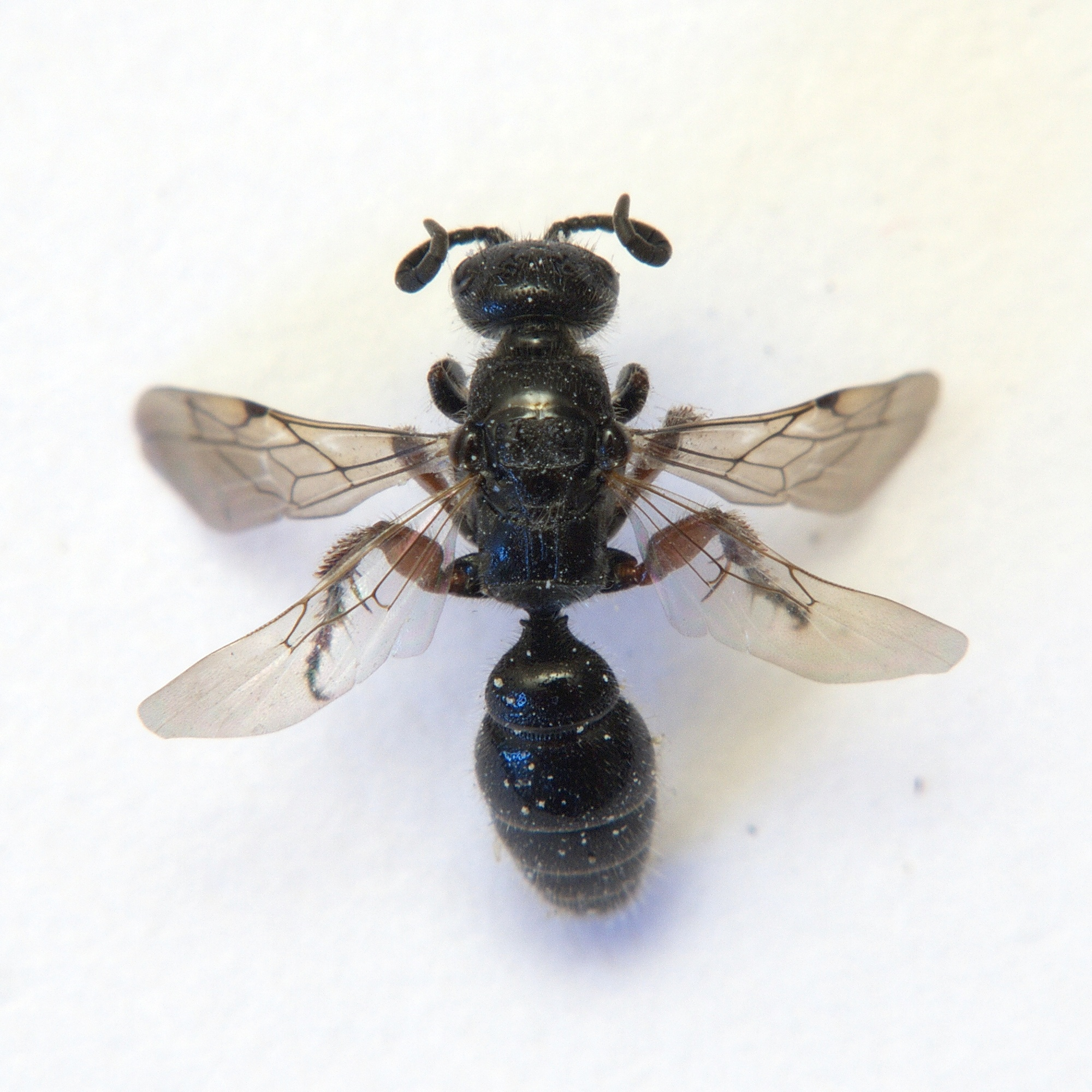
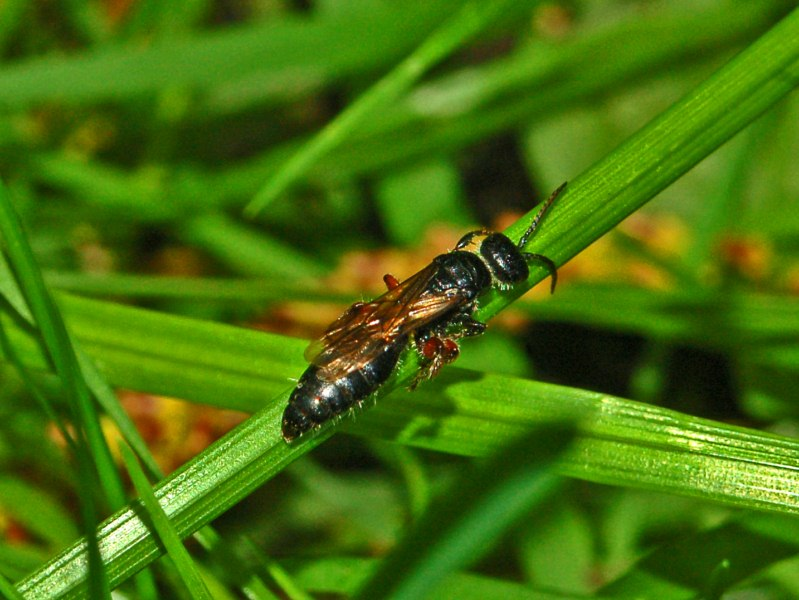
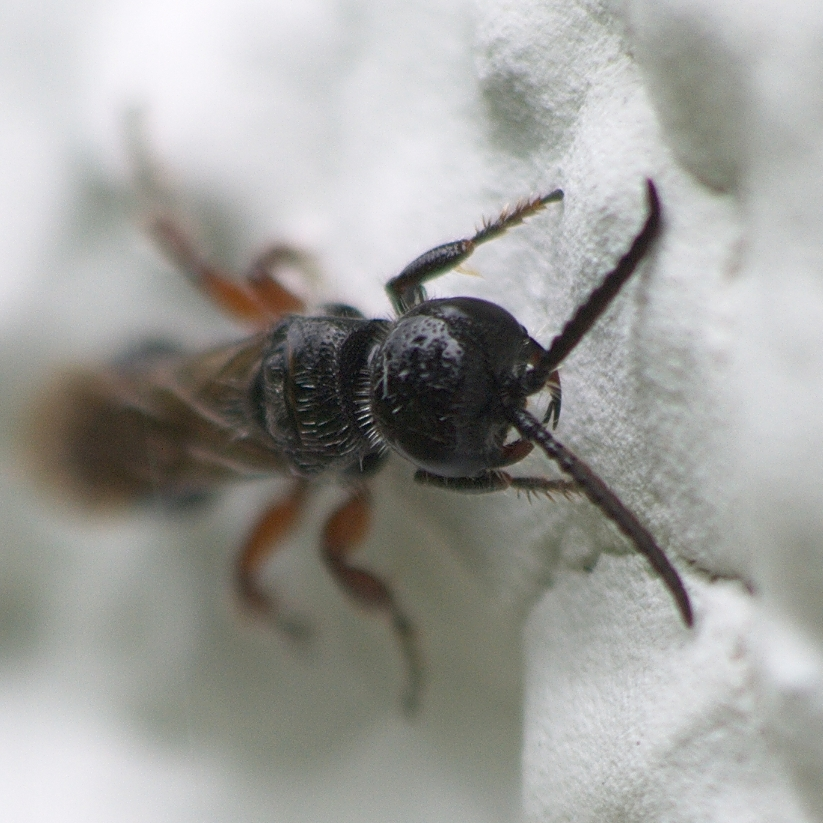

- Подвиды
  - Tiphia femorata femorata Fabricius, 1775
  - Tiphia femorata vaucheri Tournier, 1901